# Qix
Qix es un videojuego arcade publicado en octubre de 1981 por la empresa Taito. Es el primer juego de Taito totalmente hecho en Estados Unidos y el primer «juego de dibujo». El juego fue diseñado y programado por Randy Pfeiffer y Sandy Pfeiffer. El autor nombró al juego «Qix» (pronunciado «Kiks», no «Kuiks») porque su coche tenía una placa que decía «JUS4QIX».[cita requerida]

## Objetivo del juego
El objetivo de Qix es reclamar una cierta porción del campo del juego como propio. Al comienzo de cada nivel, el campo de juego consiste en un gran rectángulo vacío conteniendo solamente el Qix - una extraña figura que realiza movimientos raros y erráticos dentro de los confines del rectángulo. El jugador controla un pequeño marcador que se puede mover a través de los bordes del rectángulo. Para reclamar un área de la pantalla, el jugador debe separarse de uno de los bordes y dibujar un Stix a través del rectángulo. Los Stix son simplemente líneas trazadas moviendo el marcador. Cuando el marcador traza una figura cerrada, el área rodeada por la figura se vuelve sólida indicando que fue reclamada. El jugador puede hacer un Stix Rápido, que aparece azul cuando está sólido, o un Stix Lento, que aparece de color rojo. El Stix Lento toma más tiempo de dibujar, pero vale el doble de puntos. Una vez que el jugador haya reclamado un área, el marcador puede moverse con seguridad a través de ella. Para completar un nivel, el jugador debe reclamar 75% o más del rectángulo.

## Serie
1. Qix (1981)
2. Qix II - Tournament (1982)
3. Super Qix (1987)
4. Volfied (1989)
5. Twin Qix (1995)

## Versiones domésticas

### Consolas
- Atari 5200 (1982)
- Atari XEGS
- Nintendo Famicom (1990)
- Nintendo Game Boy (1990)
- Taito SEGA  (1991)
- Atari Lynx (1991)
- PlayStation 2 (2005, Taito Memories Vol. 2)
- Microsoft XBOX (2006, Taito Legends 2)
- PlayStation 2 (2006, Taito Legends 2)
- PlayStation Portable ((2010) Qix ++)

### Computadoras
- Acorn Electron (1983, Stix - Supersoft)
- BBC B (1983, Stix - Supersoft)
- Commodore C64 (1983, Stix - Supersoft)
- Atari 800 (1983)
- Tandy Color Computer (1984, Qiks)
- Tandy Color Computer (1984, Quix)
- Commodore Amiga (1989)
- Commodore C64 (1989)
- Apple II (1989)
- PC (MS-DOS) (1989)
- Apple IIGS (1990)
- Oric (2004, 4kQix - Stephane Geley)
- PC (CD-ROM) (2006, Taito Legends 2)

### Otros
- Nokia N-Gage (2004, Taito Memories)
- Arcade Legends: Space Invaders TV Game (2004 - Radica Games)

## Apariciones
- Una máquina de Qix aparece en la película Joysticks (1983) y en Karate Kid (1984).